# Amadou Haidara
Amadou Haidara (født 31. januar 1998) er en malisk professionel fodboldspiller, som spiller for Bundesliga-klubben RB Leipzig og Malis landshold.

## Klubkarriere

### Red Bull Salzburg
Haidara skiftede i 2016 til Red Bull Salzburg fra JMG Academy Bamako i sit hjemland. Han blev udlånt til FC Liefering kort efter skiftet.
Fra 2017 blev Haidara blev en vigtig del af Salzburg mandskabet. I sin tid hos Salzburg var Haidara med til at vinde den østrigske bundesliga to gange og den østrigske pokaltunering en gang.

### RB Leipzig
Haidara skiftede i december 2018 til RB Leipzig.

## Landsholdskarriere

### Ungdomlandshold
Haidara har repræsenteret Mali på flere ungdomsnvieauer.

### Seniorlandshold
Haidara debuterede for Malis landshold den 6. oktober 2017. Han var del af Malis trupper til Africa Cup of Nations i 2019, 2021 og 2023.

## Titler
Red Bull Salzburg
- Østrigske Bundesliga: 2 (2016-17, 2017-18)
- ÖFB-Cup: 1 (2016-17)

RB Leipzig
- DFB-Pokal: 2 (2021-22, 2022-23)

Individuelle
- Østrigske Bundesliga Årets hold: 1 (2017-18)